# Too Much Blood
Too Much Blood è un singolo del gruppo rock britannico The Rolling Stones, pubblicato nel dicembre 1984 ed estratto dall'album Undercover.

## Il brano

### Composizione
Ufficialmente accreditata al binomio compositivo costituito da Mick Jagger e Keith Richards, Too Much Blood, titolo letteralmente traducibile in italiano con Troppo sangue, è principalmente una composizione ascrivibile a Jagger. La canzone è un riflesso delle molteplici influenze alle quali erano stati esposti gli Stones nel corso degli anni ottanta. Jagger disse all'epoca: «Avevo riflettuto a fondo una sera prima che arrivassero gli altri in studio. Arrivarono solo Charlie [Watts] e Bill [Wyman]. E uno dei nostri roadie chiamò Jim Barber, che stava suonando anche lui la chitarra sul disco. E io cominciai a suonare questo riff che avevo in mente, senza ancora nessun testo e poi improvvisamente iniziai a rappare queste parole che sono poi quelle che si ascoltano nella canzone».
La tematica del brano affronta la crescente rappresentazione della violenza nei mass media dell'epoca e cita il caso di cronaca nera che coinvolse il cannibale Issei Sagawa, un giapponese che divorò una studentessa olandese della quale si era invaghito. A proposito Jagger dichiarò: «Beh, c'era stata questa scandalosa storia omicida in Francia - una storia vera - circa questo tizio giapponese che aveva ammazzato la sua ragazza e se l'era mangiata, e questo fatto aveva catturato l'immaginazione del pubblico francese, e giapponese. I russi volevano farci un film. Così, quella fu la prima ispirazione e poi cominciai ad improvvisare a ruota libera, i film e tutto il resto. ...divenne una sorta di ribellione contro la violenza gratuita al cinema. Un po' una cosa non violenta, contro la violenza stessa».
(Too Much Blood, The Rolling Stones)
In alcune strofe della canzone, nel cantato Jagger ricorse a una sorta di rap, e all'epoca dichiarò: «Non sono un grande rapper... È stato improvvisato tutto sul momento. È anche completamente estemporaneo, per la maggior parte. Ho ripulito un paio di parole. Non intendo "ripulire" nel vero senso della parola, ho solo emesso suoni migliori. Quello era solo del rap che avevo in testa. Non l'ho nemmeno scritto».

### Registrazione
L'incisione del pezzo avvenne presso i Pathé Marconi Studios di Parigi e l'Hit Factory di New York, tra il novembre e dicembre 1982, con alcuni ritocchi finali apportati nell'agosto 1983. Jagger canta e suona la chitarra elettrica insieme a Barber e Wood. La sezione fiati è fornita dai "Chops" della Sugar Hills Records, mentre le percussioni sono opera di Sly Dunbar.

### Pubblicazione
Oltre ad essere inclusa nell'album Undercover con la sua durata già considerevole di oltre 6 minuti, una versione "dance" di Too Much Blood, remixata da Arthur Baker e allungata fino alla durata di 12 minuti e 33 secondi, venne pubblicata come maxi-singolo a 12" nel dicembre 1984. Un video musicale, diretto da Julien Temple, fu prodotto a supporto del singolo e mostra la band che esegue la canzone oltre a Richards e Ron Wood che danno la caccia a Jagger con delle motoseghe. Il video inizia con un estratto del primo movimento del Quartetto per archi n. 3 di Béla Bartók. Too Much Blood non è mai stata suonata dal vivo dagli Stones e non è stata nemmeno mai inclusa in raccolte, greatest hits o compilation del gruppo.